# Distretto di San José (La Libertad)
Il distretto di San José   è uno dei cinque distretti della provincia di Pacasmayo, in Perù. Si trova nella regione di La Libertad e si estende su una superficie di 181,06  chilometri quadrati.